# Otávia, a Velha
Otávia, a Velha (em latim: Octavia Major; antes de 69 a.C.–depois de 29 a.C.), conhecida também como Otávia Maior, era filha do governador e senador romano Caio Otávio com sua primeira esposa Ancária (em latim: Ancharia). Ela era também meio-irmã de Otávia, a Jovem, e do imperador romano Augusto (Otaviano). Pouco se sabe de sua vida.
Plutarco só cita uma filha de Caio Otávio chamada Otávia e mistura as duas.

## Casamento e descedentes
Otávia, a Velha, se casou com Sexto Apuleio e os dois tiveram um filho, também chamado Sexto Apuleio, que foi cônsul em 29 a.C. com Augusto. Sexto Apuleio (filho) teve dois filhos, Sexto Apuleio, cônsul em 14, e Apuleia Varília. Seu último descendente conhecido, também chamado Sexto Apuleio, era filho do cônsul em 14 com Fábia Numantina.